# Heinz Becker (Musikwissenschaftler)
Heinz Becker (* 26. Juni 1922 in Berlin; † 20. September 2006 in Mölln) war ein deutscher Komponist und Musikwissenschaftler. Er war erster ordentlicher Professor am Lehrstuhl für Musikwissenschaft der Ruhr-Universität Bochum.

## Laufbahn
Heinz Becker begann 1945 an der Hochschule für Musik in Berlin-Charlottenburg sein Studium in den Fächern Dirigieren, Komposition, Klavier sowie Klarinette als Hauptfach, das er 1949 abschloss. Nebenher war er Privatschüler des Komponisten und Musiktheoretikers Hermann Grabner. Er studierte zudem Musikwissenschaft, Kunstgeschichte und Philosophie an der Humboldt-Universität zu Berlin (1948–1951). Im Jahr 1951 wurde er mit einer Dissertation mit dem Thema Zur Problematik und Technik der musikalischen Schlußgestaltung zum Doktor der Philosophie promoviert. Anschließend arbeitete er zunächst als Dozent an der Volkshochschule in West-Berlin und leitete von 1952 bis 1955 in Berlin-Zehlendorf das Privatmusiklehrerseminar am Konservatorium John Petersen. 1956 übernahm er eine Stelle als Wissenschaftlicher Assistent am Institut für Musikwissenschaft der Universität Hannover. Dort habilitierte er sich 1961 mit Studien zur Entwicklungsgeschichte der antiken und mittelalterlichen Rohrblattinstrumente und begann daraufhin seine Lehrtätigkeit in Hamburg. 1966 wurde er als erster ordentlicher Professor auf den Lehrstuhl für Musikwissenschaft der Ruhr-Universität Bochum berufen.
Becker spezialisierte sich auf die Erforschung der Gebiete Klangfarbe (Blasinstrumente) und Oper, insbesondere der französischen Grand opéra. Becker war verheiratet mit der Musikwissenschaftlerin Gudrun Becker, geborene Weidmann, mit der zusammen er seine Edition der Meyerbeer-Dokumentationen herausgab, und lebte in Reinbek-Krabbenkamp.
Er war Mitglied der Stiftung Preußischer Kulturbesitz (Deutsche Bibliothek, Musikgeschichtliche Kommission).

## Ehrungen
- Festschrift Heinz Becker zum 60. Geburtstag am 26. Juni 1982, hrsg. von Jürgen Schläder und Reinhold Quandt
- Musiktheater im Fokus. Gedenkschrift für Heinz Becker, hrsg. von Sieghart Döhring und Stefanie Rauch. [Im Auftrag des Meyerbeer-Instituts e. V.] Studio-Verlag, Sinzig. 2014

## Veröffentlichungen (Auswahl)
- Der Fall Heine-Meyerbeer. 1958.
- Giacomo Meyerbeer, Briefwechsel und Tagebücher. Band I–IV. 1960–1985.
- Giacomo Meyerbeer. 1980.
- mit Gudrun Becker: Giacomo Meyerbeer: Ein Leben in Briefen. 1983.
- Geschichte der Instrumentation. A. Volk, Köln 1964 (= Musikwerk. Band 24).
- Artikel (etwa Instrumentation und Orchester) in Die Musik in Geschichte und Gegenwart.